# Silenciador (motores)

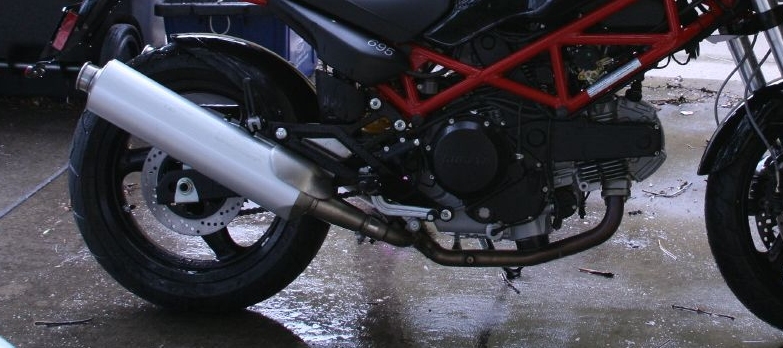
Silenciador (plateado) e tubo de escape de una motocicleta Ducati 695

Um silenciador é um dispositivo que se usa para reduzir o ruído que emite um motor de combustão interna e faz parte do sistema de escape do mesmo.

## História
A primeira patente atribuída nos Estados Unidos para um sistema redutor de ruído para motores (‘Exhaust muffler for engines’) foi atribuída aos inventores Milton O. Reeves e Marshall T. Reeves de Columbus, Indiana em 11 de maio de 1897, com o número de patente 582485. Está descrita como uma melhoria a um sistema de redução de ruído de motores: “have invented certain new and useful Improvements in Exhaust-Mufflers for engines”.

## Descrição

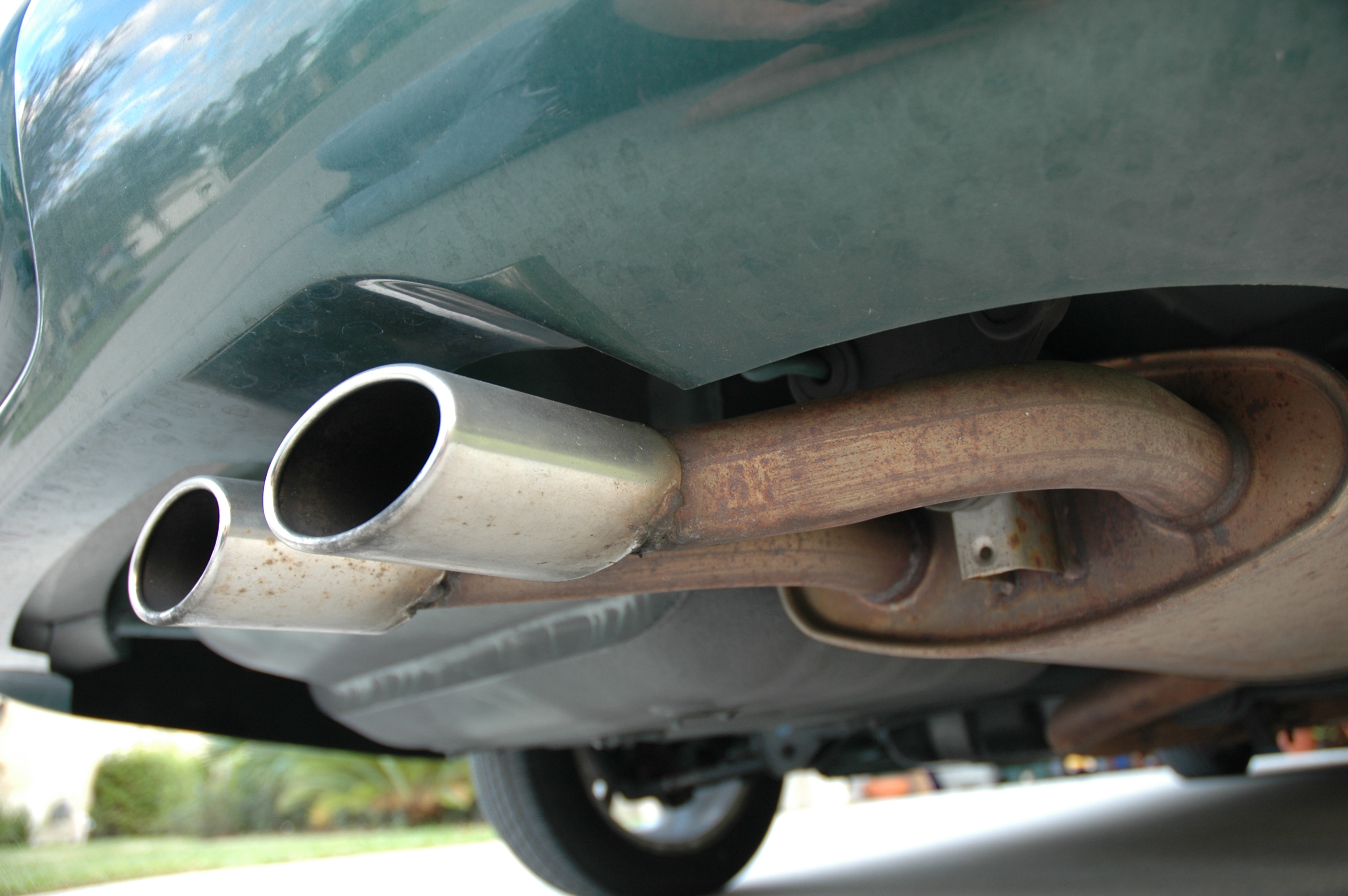
Escape duplo unido ao silenciador de um automóvel ligeiro

Os silenciadores são instalados dentro do sistema de escape da maioria dos motores de combustão interna. São desenhados para diminuir a pressão sonora mediante câmaras e amortecimento do som com fibra de vidro e materiais que absorbem o som. Também se aproveita o fenómeno de ressonância da coluna de gás de modo que o grosso da coluna se escape de modo a que ressoe a frequências com desfasamento de 180° e assim ocorra a supressão do som (interferência destrutiva). Um fenómeno inevitável é que qualquer dispositivo que restrinja o livre fluxo dos gases de escape irá influir no funcionamento do motor ao limitar a capacidade de saída dos gases e notar-se-á como uma menor força de saída nos pistões e menor potência e trabalho entregue, pelo que o cuidadoso desenho do silenciador será um compromisso entre a potência e a comodidade que o motor consiga transmitir.
Existem dispositivos que trocam o fluxo de gás e som dos silenciadores, sendo que a sua instalação e a modificação dos sistemas de escape está normalmente regulada nos vários países de modo que possa ser penalizada com coimas dependendo da aplicação e local onde se usem os motores modificados.
Em alguns países é comum o uso de um dispositivo similar chamado roncador mas que, ao contrário do silenciador, aumenta o nível sonoro do escape. Geralmente é usado em veículos de competição, mas na maior parte dos países está proibido debido à contaminação sonora que gera.

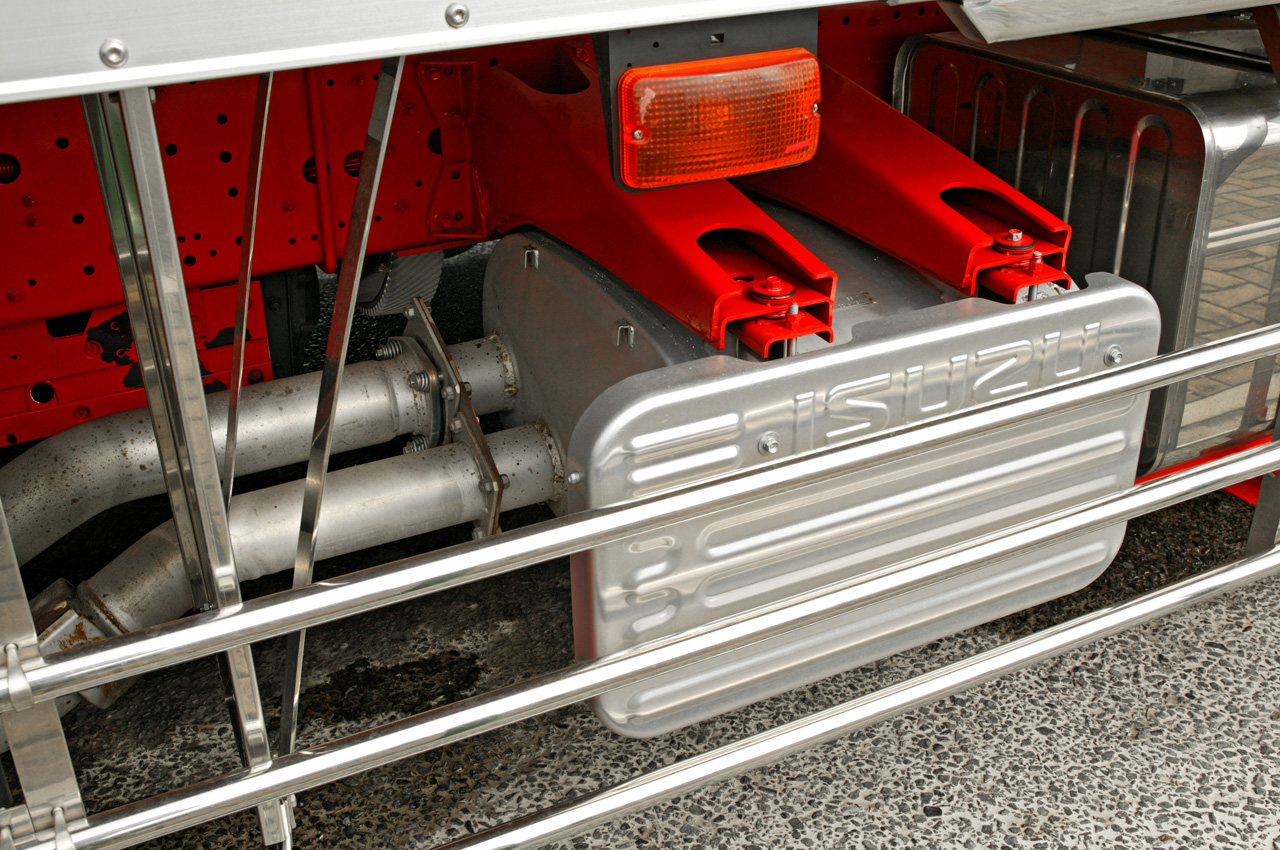
Um silenciador num motor diesel de um camião